# بندر (اسم)
بندر اسم مذكر فارسي يكثر في دول الخليج العربي واليمن والعراق، معناه الميناء، ومرسى السفن، والمدينة الساحلية، ومنه قولهم شاه بندر شيخ تجار الميناء، وجمعه بنادِرُ. ورد في المعجم الوسيط: «(البَنُدَر): مُرْسَى السفن في الميناء (فارسي)، ويطلق الآن على البلد الكبير، يتبعه بعض القرى (مُوَلَّد)». والمقصود بـ (المُوَلَّد): اللفظ الذي استعمله الناس قديمًا بعد عصر الرواية أي أنه استجد لاحقًا بعد عصر الرواية أي لم يكن شائعًا على ألسنة العرب القدامى بل استعمل فيما بعد.

## شخصيات بهذا الاسم
- بندر بن عبد العزيز آل سعود، أمير سعودي.
- بندر بن سعود بن عبد العزيز آل سعود، أمير سعودي.
- بندر بن سلطان بن عبد العزيز آل سعود، سياسي ودبلوماسي وطيّار سعودي.
- بندر بن فيصل بن عبد العزيز آل سعود، فريق طيار ركن سعودي.
- بندر بن محمد بن عبد الرحمن آل سعود، أمير سعودي.
- بندر بن خالد بن فيصل بن عبد العزيز آل سعود، مستشار في الديوان الملكي السعودي.
- بندر بليلة، إمام الحرم المكي.
- بندر بن سرور، شاعر سعودي.
- بندر الأحبابي، لاعب نادي العين الإماراتي.
- بندر بن محمد بن حمزة حجار، وزير الحج السعودي سابقًا.
- بندر الخريف، وزير الصناعة والثروة المعدنية في السعودية.
- بندر بن محمد السعدون، شيخ عشيرة آل سعدون وأمير مشيخة عشائر المنتفق في العراق.
- بندر بن محمد بن سعود الكبير، رئيس نادي الهلال السعودي سابقًا.

## أماكن بهذا الاسم
- بندر خيران، محمية طبيعية في عُمان.
- بندر عباس، مدينة تقع في جنوب إيران.
- بندر لنجة، مدينة ساحلية في إيران.
- بندر غناوة، مدينة في إيران.
- بندر أنزلي، مدينة ساحلية في إيران.
- بندر جارك، مدينة ساحلية في إيران.
- بندر ديلم، مدينة ساحلية في إيران.